# SP-A
پروتئین سورفکتانت اِی (انگلیسی: Surfactant protein A) یک کالکتین دستگاه ایمنی ذاتی است. این مولکول محلول در آب است و همچون SP-D، دارای دومین‌های شبه کلاژنی است.
این پروتئین با اتصال به سلول‌های میکروبی درون کیسه‌های هوایی، آنها را جهت بیگانه‌خواری توسط درشت‌خوارها آماده می‌کند.
این مولکول همچنین از طریق فرایندهای خودتنظیمی منفی ترشح سورفکتانت ریوی را محدود می‌کند. حضورِ پروتئین سورفکتانت اِی برای عملکرد طبیعی سورفکتانت ریوی ضرورت ندارد اما در دفاع در برابر میکروب‌ها نقش دارد.